# Dolgenseen-Ragollinsee
Das Naturschutzgebiet Dolgenseen-Ragollinsee liegt auf dem Gebiet der Stadt Templin im Landkreis Uckermark in Brandenburg.
Das Gebiet mit der Kenn-Nummer 1636 wurde mit Verordnung vom 9. Mai 2012 unter Naturschutz gestellt. Das rund 431 ha große Naturschutzgebiet mit den Dolgenseen und dem Ragollinsee erstreckt sich südlich von Herzfelde, einem Ortsteil von Templin. Westlich und am südwestlichen Rand des Gebietes verläuft die Landesstraße L 217 und südöstlich die B 109.